# 太上
太上（405年十一月-410年二月）是十六國時期南燕君主慕容超的年號，共計近5年。《十六國春秋·南燕錄》記十一月改元，《通鑑》誤作九月。

## 纪年
| 太上 | 元年  | 二年  | 三年  | 四年  | 五年  | 六年  |
| ---- | ----- | ----- | ----- | ----- | ----- | ----- |
| 公元 | 405年 | 406年 | 407年 | 408年 | 409年 | 410年 |
| 干支 | 乙巳  | 丙午  | 丁未  | 戊申  | 己酉  | 庚戌  |

## 参看
- 中国年号索引
- 同期存在的其他政权年号
  - 义熙（405年-418年）：東晉皇帝晋安帝司马德宗的年号
  - 天康（404年-405年二月）：桓谦年号
  - 弘始（399年九月-416年正月）：后秦政权姚兴年号
  - 光始（401年八月-406年）：后燕政权慕容熙年号
  - 建始（407年正月-七月）：后燕政权慕容熙年号
  - 正始（407年七月-409年十月）：北燕政权高雲年号
  - 太平（409年十月-430年）：北燕政权冯跋年号
  - 嘉平（408年十一月—414年七月）：南涼政权秃发傉檀年号
  - 庚子（400年十一月-404年）：西凉政权李暠年号
  - 建初（405年-417年二月）：西凉政权李暠年号
  - 永安（401年六月-412年十月）：北凉政权沮渠蒙逊年号
  - 天赐（404年十月-409年十月）：北魏政权北魏道武帝拓跋珪年号
  - 永兴（409年闰十月-413年十二月）：北魏政权北魏明元帝拓跋嗣年号